# Koosin
Pour les articles homonymes, voir Kossi (homonymie).
Koosin est l’une des 47 provinces du Burkina Faso. Elle est située dans la région de la Sourou, conformément au nouveau découpage administratif établi le 2 juillet 2025.

## Géographie

### Situation
La province est frontalière du Mali au nord et à l'ouest, de la province des Banwa au sud, de la province du Mouhoun au sud-est, de la province du Nayala à l'est et de la province du Sourou au nord-est.

### Démographie
- 182 276 habitants (24,55 hab./km2) recensés en 1985[2],[3].
- 230 693 habitants (31,07 hab./km2) recensés en 1996[2].
- 259 016 habitants (34,89 hab./km2) estimés en 2003[4].
- 278 546 habitants (37,52 hab./km2) recensés en 2006[2],[5].
- 305 351 habitants (41,13 hab/km2) estimés en 2010[6].
- 355 655 habitants (47,91 hab./km2) recensés en 2019[1].

### Principales localités
Ne sont listées ici que les localités de la province ayant atteint au moins 4 000 habitants dans les derniers recensements (ou estimations de source officielles). Les données détaillées par ville, secteur ou village du dernier recensement général de 2019 ne sont pas encore publiées par l'INSD (en dehors des données préliminaires par département).
| Ville ou village | Coordonnées                 | Altitude | Population  | Population  |
| Ville ou village | Coordonnées                 | Altitude | Est. 2003   | Rec. 2006   |
| ---------------- | --------------------------- | -------- | ----------- | ----------- |
| Nouna            | 12° 43′ 59″ N, 3° 51′ 24″ O |          | 20 287 hab. | 22 166 hab. |
| Djibasso         | 13° 07′ 26″ N, 4° 09′ 32″ O |          | 5 326 hab.  | 5 979 hab.  |
| Dokuy            | 12° 32′ 59″ N, 4° 06′ 36″ O |          | 3 160 hab.  | 3 933 hab.  |
| Sono (ou Sônô)   | 12° 49′ 49″ N, 3° 29′ 38″ O |          | 3 241 hab.  | 3 482 hab.  |
| Barani           | 13° 10′ 08″ N, 3° 53′ 31″ O |          | 4 804 hab.  | 2 184 hab.  |

## Histoire
Les Kossis constituaient un ancien royaume avant l'arrivée des colons, le peuple vivait de la chasse et de l'agriculture avec des échanges commerciaux avec les mandingues qui s'installaient graduellement.
Avant la réorganisation territoriale du 2 juillet 2025, la province porte le nom de Kossi. Elle est renommée Koosin dans le cadre de cette réforme administrative visant à réviser la toponymie de certaines divisions territoriales du Burkina.

## Administration

### Départements ou communes

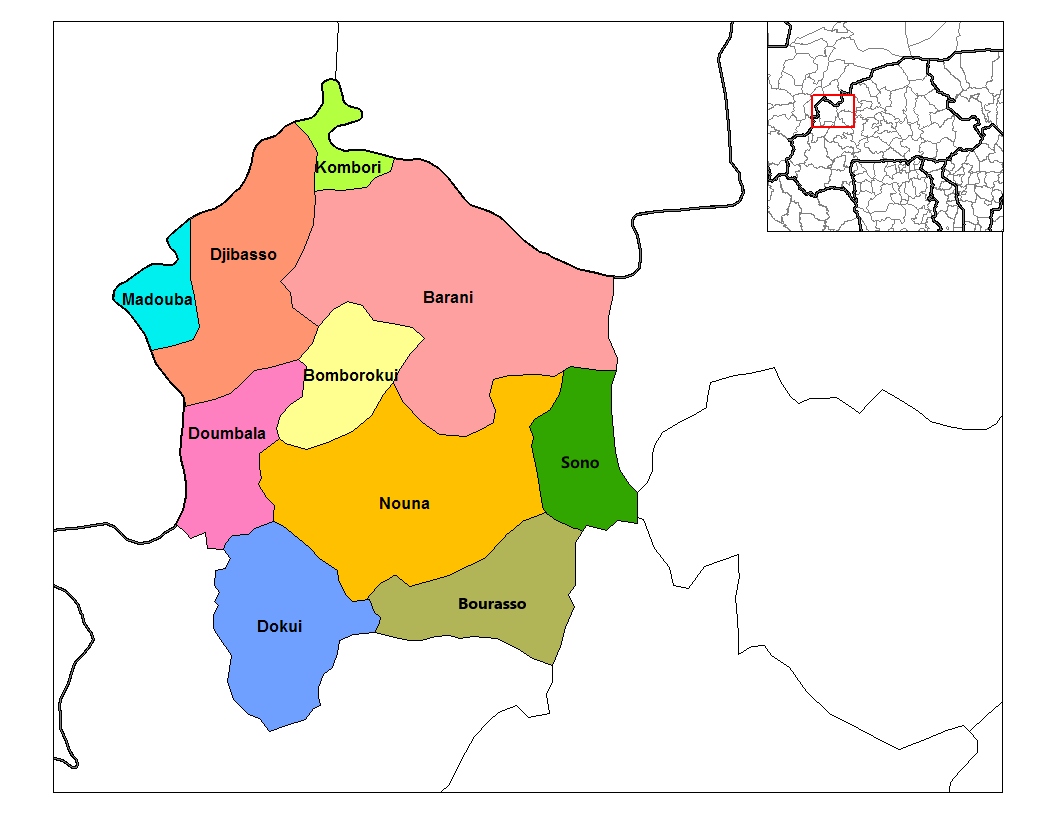
Localisation des dix départements ou communes de la province de la Kossi, formant également le district sanitaire de Nouna.

La province de la Kossi est administrativement composée de dix départements ou communes.
Neuf sont des communes rurales, Nouna est une commune urbaine dont la ville chef-lieu, subdivisée en sept secteurs urbains, est également chef-lieu de la province :
| Département ou commune | Type de commune             | Subdivisions,                        | Chef-lieu                     | Population | Population | Population  |
| Département ou commune | Type de commune             | Subdivisions,                        | Chef-lieu                     | Est. 2003  | Rec. 2006  | Rec. 2019   |
| --- | --------------------------- | ------------------------------------ | ----------------------------- | ---------- | ---------- | ----------- |
| Barani | rurale                      | 42 villages                          | Barani                        | 49 144     | 44 237     | 54 748 (p.) |
| Bomborokuy | rurale                      | 16 villages                          | Bomborokuy                    | 13 298     | 15 257     | 19 897      |
| Bourasso | rurale                      | 15 villages                          | Bourasso                      | 12 582     | 12 548     | 20 115 (p.) |
| Djibasso | rurale                      | 49 villages                          | Djibasso                      | 46 674     | 49 730     | 63 251      |
| Dokuy | rurale                      | 25 villages                          | Dokuy                         | 25 305     | 28 642     | 40 576      |
| Doumbala | rurale                      | 36 villages                          | Doumbala                      | 26 124     | 26 643     | 33 323      |
| Kombori | rurale                      | 16 villages                          | Kombori                       | 9 610      | 8 300      | 13 767      |
| Madouba | rurale                      | 11 villages                          | Madouba                       | 5 949      | 6 590      | 10 149      |
| Nouna | urbaine                     | 1 ville (7 secteurs) et 60 villages  | Nouna (chef-lieu de province) | 70 330     | 70 010     | 89 714      |
| Sono | rurale                      | 10 villages                          | Sono                          | 7 320      | 7 276      | 10 115 (p.) |
| 10 départements ou communes | 10 départements ou communes | 1 ville (7 secteurs) et 280 villages | Total                         | 259 016    | 269 233    | 355 655     |
| - (p.) : département ou commune partiellement recensé en raison de difficultés sécuritaires ; population totale estimée par une analyse complémentaire. |                             |                                      |                               |            |            |             |

## Transports
C'est une province occidentale dont le chef-lieu, Nouna, se trouve à environ 300 km de Ouagadougou par la route nationale 14.

## Santé et éducation
Les dix communes de la province forment le district sanitaire de Nouna au sein de la région.